# MFS (企業)
株式会社MFS（エムエフエス）は、日本のコンテンツ制作会社。

## 概要
2009年10月19日に設立された。
主な事業内容としては、広告物やCDパッケージなどのグラフィックデザイン、ウェブデザインの制作、アニメ・声優ニュースサイト「こえぽた」（現在は閉鎖）の運営、ニコニコチャンネルの配信番組の運営、ドラマCDの企画制作、アプリケーション開発をそれぞれ行っている。

## 配信番組

### ボイスガレッジ
2015年4月に開設されたニコニコチャンネル。生配信番組はニコニコ生放送、収録番組はニコニコ生放送でのストリーミング形式またはニコニコ動画での動画投稿形式で配信される。本編（無料配信）とニコニコチャンネル有料会員向けのおまけ放送が配信されている。
YouTubeにおいても本編のみが配信されているが、ニコニコチャンネルとは異なり配信される番組は一部に限られている。
2024年6月8日以降、ニコニコが大規模なサイバー攻撃を受けたことにより、ニコニコサービス全体が利用できなくなったため、ニコニコチャンネルサービス再開までの期間中はニコニコ限定コンテンツを含めYouTubeのみでの代替配信となった。なお、期間中のYouTubeでの配信は本来のニコニコチャンネル有料会員向けのおまけ放送も含め、全編無料で配信されていた。

#### 配信中の番組
| 配信期間         | 番組名                                                          | 出演者                 | 備考             |
| ---------------- | --------------------------------------------------------------- | ---------------------- | ---------------- |
| 2015年12月11日 - | めんそ〜れ！仲村屋                                              | 仲村宗悟               |                  |
| 2016年4月28日 -  | ゆうちゃのゆう遊自的                                            | 郁原ゆう               |                  |
| 2017年8月15日 -  | 土岐隼一・熊谷健太郎のトキをかけるクマ                          | 土岐隼一 熊谷健太郎    |                  |
| 2017年11月29日 - | 野上翔・渡辺紘・深町寿成のドコ行く？                            | 野上翔 渡辺紘 深町寿成 |                  |
| 2017年12月22日 - | 小林大紀・土田玲央のツイートーク                                | 小林大紀 土田玲央      |                  |
| 2018年5月15日 -  | 矢作紗友里・赤尾ひかるの乙女の花園                              | 矢作紗友里 赤尾ひかる  |                  |
| 2018年7月26日 -  | ことりの音                                                      | 小岩井ことり           |                  |
| 2018年11月27日 - | 寺島惇太のずん散歩                                              | 寺島惇太               |                  |
| 2019年4月15日 -  | 三澤紗千香・駒形友梨のさちゆりゲーム実況部〜Press Any Button!〜 | 三澤紗千香 駒形友梨    | 現在は配信休止中 |
| 2019年4月25日 -  | Machicoのあそんでつくろ！                                       | Machico                |                  |
| 2019年4月17日 -  | 高塚智人の実況！自宅警備員                                      | 高塚智人               |                  |
| 2019年8月26日 -  | 山下七海のココどこ？？？                                        | 山下七海               |                  |
| 2020年6月9日 -   | 丸岡和佳奈・菅沼千紗の和び紗び じゅーおーむじん                 | 丸岡和佳奈 菅沼千紗    |                  |
| 2020年6月9日 -   | 阿部里果と山崎エリイのこれって推し事なんです                    | 阿部里果 山崎エリイ    |                  |
| 2021年1月12日 -  | 南早紀の変な意味じゃなくてただ可愛いって言いたいラジオ          | 南早紀                 |                  |
| 2022年7月8日 -   | 原田彩楓のドンドンSUKIになっちゃえ                              | 原田彩楓               | 現在は配信休止中 |
| 2023年9月21日 -  | 安齋由香里クロアチアロケProject あんクロラジオ                  | 安齋由香里             |                  |
| 2024年4月9日 -   | 菅叶和・梅澤めぐのカンバセーション・メロウ・グレイス!           | 菅叶和 梅澤めぐ        |                  |

#### 配信を終了した番組
| 配信時期                        | 番組名                                   | 出演者                | 備考                                                                      |
| ------------------------------- | ---------------------------------------- | --------------------- | ------------------------------------------------------------------------- |
| 2015年8月6日 - 2023年1月17日    | 矢作エンタープライス                     | 矢作紗友里            |                                                                           |
| 2015年12月11日 - 2017年11月10日 | 早瀬莉花の〇〇日和                       | 早瀬莉花              |                                                                           |
| 2016年7月8日 - 2023年3月10日    | 秦佐和子のしゃわご飯                     | 秦佐和子              |                                                                           |
| 2016年8月31日 - 2023年4月26日   | 藤井・渡部のいっちょかめ！               | 藤井ゆきよ 渡部優衣   |                                                                           |
| 2016年9月6日 - 2024年12月16日   | 洲崎綾の7.6                              | 洲崎綾                |                                                                           |
| 2016年11月29日 - 2023年7月27日  | 飯田友子・髙野麻美のまるっと360度        | 飯田友子 髙野麻美     |                                                                           |
| 2017年5月22日 - 2017年11月27日  | 花守ゆみり・今村彩夏のMIXボイスガレッジ  | 花守ゆみり 今村彩夏   |                                                                           |
| 2017年7月20日 - 2018年1月26日   | 中島由貴と愛原ありさのまんなかあいらんど | 中島由貴 愛原ありさ   |                                                                           |
| 2017年12月11日 - 2020年1月14日  | 指出毬亜と河野ひよりの「り」系ラジオ     | 指出毬亜 河野ひより   |                                                                           |
| 2018年3月12日 - 2020年2月10日   | しまゆきラジオ                           | 中島由貴              |                                                                           |
| 2018年4月22日 - 2022年10月24日  | 藤田茜のシュガハニスィートカフェ         | 藤田茜                |                                                                           |
| 2018年9月12日 - 2024年10月23日  | 伊東健人・狩野翔のスイどう               | 伊東健人 狩野翔       |                                                                           |
| 2019年3月1日 - 2020年8月21日    | 神原大地・赤羽根健治のカンバネラ放送局   | 神原大地 赤羽根健治   |                                                                           |
| 2019年6月26日 - 9月25日         | 高橋李依のわくわくツアーズ               | 高橋李依              |                                                                           |
| 2019年10月14日 - 2022年10月24日 | 山口立花子&楠田亜衣奈の今チェキAR        | 山口立花子 楠田亜衣奈 | 第45回より 第44回まではYouTubeチャンネル「gachanavi」にて配信されていた。 |
| 2020年6月23日 - 2024年4月16日   | 会沢紗弥のエンディングは上機嫌で         | 会沢紗弥              |                                                                           |
| 2020年9月17日 - 2024年5月30日   | 渡辺紘のカジュアルトークラウンジ         | 渡辺紘                |                                                                           |
| 2021年4月28日 - 2023年3月23日   | 天才!?リカチマル                         | 長江里加              |                                                                           |
| 2021年8月31日 - 2022年1月18日   | 中島由貴のぷちっとぼやーじゅ             | 中島由貴              |                                                                           |

### ボイスラウンジ
2021年4月に開設されたニコニコチャンネル。本編（無料配信）とニコニコチャンネル有料会員向けのおまけ放送が配信されている。
YouTubeにおいても当初は本編のみの配信だったが、2022年5月22日よりメンバーシップを開始したため、メンバーシップ限定でニコニコチャンネル会員向けのおまけ放送も配信されるようになった。2024年6月8日以降、ニコニコが大規模なサイバー攻撃を受けたことにより、ニコニコサービス全体が利用できなくなったため、ニコニコチャンネルサービス再開までの期間中はYouTubeのみでの配信となった。

#### 配信中の番組（ボイスラウンジ）
| 配信時期        | 番組名                                 | 出演者                                | 備考                                                              |
| --------------- | -------------------------------------- | ------------------------------------- | ----------------------------------------------------------------- |
| 2021年5月4日 -  | 声優おた雑談                           | 松井恵理子 松嵜麗 五十嵐裕美 高田憂希 | 2024年7月2日まではレギュラー配信 その後は特別番組として不定期配信 |
| 2021年6月11日 - | 声優 縁かうんと                        | 鈴木みのり 花井美春                   |                                                                   |
| 2021年7月18日 - | ゆうきんち                             | 桑原由気 高田憂希                     |                                                                   |
| 2022年9月22日 - | なっちゃんえりちゃんのえらい！すごい！ | 高森奈津美 松井恵理子                 |                                                                   |

#### 配信を終了した番組（ボイスラウンジ）
| 配信時期                      | 番組名             | 出演者          | 備考 |
| ----------------------------- | ------------------ | --------------- | ---- |
| 2021年7月19日 - 2022年6月16日 | 声優ジャックポット | 速水奨 菊池勇成 |      |